# Isoetes attenuata
Isoetes attenuata är en kärlväxtart som beskrevs av C. R. Marsden och Chinnock. Isoetes attenuata ingår i släktet braxengräs, och familjen Isoetaceae. Inga underarter finns listade i Catalogue of Life.